# Lakeport (Texas)
Pour les articles homonymes, voir Lakeport.
Lakeport est une ville située au sud-est du comté de Gregg au Texas, aux États-Unis,.

## Démographie
Lors du recensement de 2010, la ville comptait une population de 974 habitants. Elle est estimée, en 2016, à 969 habitants.

### Source de la traduction
- (en) Cet article est partiellement ou en totalité issu de l’article de Wikipédia en anglais intitulé « Lakeport, Texas » (voir la liste des auteurs).